# زبرامن ۲: حمله به شهر زبرا
زبرامن ۲: حمله به شهر زبرا (انگلیسی: Zebraman 2: Attack on Zebra City) دنباله فیلم زبرامن (۲۰۰۴) به کارگردانی تاکاشی میکه محصول سال ۲۰۱۰ است. فیلم در باکس آفیس‌های ژاپن موفق نبود که ممکن است به دلیل درونمایه آن در مورد جنگی مذهبی با ضدقهرمان‌هایی باشد که با جنبش علم شادمان در ژاپن همانندانگاری شده‌اند.